# 走れ正直者
「走れ正直者」（はしれしょうじきもの）は、西城秀樹の66枚目のシングル。1991年4月21日にD.O.G HOUSEから発売された。

## 背景
- アニメ『ちびまる子ちゃん』（フジテレビ系、第1期）の2代目エンディング・テーマに使用された。それ以前は映画『ちびまる子ちゃん』が公開された当時、NTT「キャッチホン」のCMとしてオンエアされていた[注釈 1][1]。
- 『ちびまる子ちゃん』の原作者であるさくらももこが西城の大ファンで、アニメでも主人公まる子の姉が西城の大ファンという設定がきっかけとなり、西城の事務所に歌を依頼したところ快諾を得られ、この曲が実現した。

## 解説
- 1991年4月21日にBMGビクター（現：ソニー・ミュージックレーベルズ）のD.O.G HOUSEレーベルから8cmCD[2]とCTの2形態で、オリジナル・アルバム『MAD DOG』[3]と同時発売された。
- スカという音楽ジャンルでは日本で最初にヒットした曲とされている。作曲・編曲を手がけた織田哲郎によると、この曲を制作した当時はスカやレゲエなどは日本では流行らないと言われていたそうである[4]。
- 前作「Rock Your Fire」以降の数作については、制作会社Beingが長戸大幸がエクゼクティブ・プロデューサーを務めた全作品の原盤権を保有しているため、本作の原盤権もBeingにある。

## エピソード
- 2019年5月19日に放送された『ちびまる子ちゃん』では、西城の1周忌に合わせエンディング・テーマに再度使用された。翌年以降も西城の周忌に当たる週にエンディングで流されるようになり[5]、2021年には初めて命日に当たる5月16日の放送で流された。

## 収録曲
1. 走れ正直者
作詞：さくらももこ／作曲・編曲：織田哲郎
2. HIDEKI Greatest Hits Mega-Mix[注釈 2]
編曲：葉山たけし
3. 走れ正直者（オリジナル・カラオケ）

## 「走れ正直者」のカバー
- 井ノ上たきな（声：若山詩音） - 『リコリス・リコイル 』（BD/DVD）第2巻の特典CDに収録、2022年

## 収録アルバム
- 『MAD DOG』